# Peter Gabriel IV
Peter Gabriel IV (o Security como fue nombrado en EE. UU.), es el cuarto trabajo como solista del músico británico Peter Gabriel, lanzado el 8 de septiembre de 1982. El álbum se caracteriza por mostrar un cambio de estilo respecto a sus trabajos anteriores, realizando una mezcla de World music y Rock (algo ya explorado en canciones como “Biko”, de su anterior álbum), y por mantener un ánimo oscuro y lúgubre durante la mayor parte del disco. Además, la vida del músico durante esta época está marcada por la difícil situación económica que estaba viviendo producto del dinero que había perdido invirtiendo en su proyecto WOMAD (para impulsar la World music), por lo que debió realizar un concierto de reunión con su exgrupo Genesis (La única reunión del grupo con Peter Gabriel hasta la fecha), para recaudar fondos que le permitieran salvar su carrera, poco después de haber lanzado el álbum.

## Proceso de grabación y problemas financieros
Después del éxito en críticas que recibió su anterior trabajo “Peter Gabriel III”, y del Tour que promocionó este álbum, Gabriel volvió a los estudios de grabación en 1981 para trabajar en su cuarto álbum de estudio. Ya en las grabaciones de “Peter…III” el músico había empezado a desarrollar un interés en los ritmos tribales africanos y en los ritmos latinos. Es por eso que en 1980, Gabriel junto a otras personas fundó la organización WOMAD (World of Music, Arts and Dance) que pretendía promover la música y otras manifestaciones artísticas de diversas culturas. Influenciado por todas estas ideas, el músico decidió crear un álbum que tuviera un fuerte predominio de variedades de percusión y sintetizadores, en vez de instrumentos más tradicionales como guitarras, o baterías convencionales. Para generar música que realmente generara un ambiente al escucharla, Gabriel buscó un instrumento que le permitiera grabar sonidos del exterior, y luego le permitiera utilizarlos en un teclado. Así adquirió un Fairlight CMI, que en esa época se estaba haciendo popular por ser el primer sampler de la historia. El músico dice en su página web que ese instrumento “fue una pieza clave que le entregó a ese álbum un sonido diferente”. Así Gabriel reunió a su equipo de músicos en el estudio que poseía en su hogar para empezar a grabar el nuevo álbum. El proceso de grabación se extendió por seis meses, dando lugar al álbum más complejo de Peter Gabriel hasta esa fecha, siendo mucho más experimental que sus anteriores trabajos, y mucho más influenciado por la “World Music”.
El álbum fue lanzado el 8 de septiembre de 1982, bajo el nombre de “Peter Gabriel IV”, pero la discográfica de Gabriel consideró que en EE. UU. debía ser lanzada bajo un nombre más comercial. Así fue lanzado en Norteamérica con el nombre de “Security”. Pero a pesar de que el álbum fue generalmente bien recibido por la crítica, y de tener un exitoso single cómo “Shock the Monkey”, Gabriel se vio enfrentado a una difícil situación económica, que amenazó con dejarlo en la quiebra. El festival de WOMAD que el músico organizó en julio de 1982, había dejado un gran déficit monetario, a pesar de ser bien criticado por la prensa musical. Por lo anterior, el músico accedió a realizar un concierto de reunión con Genesis, con los cuales no tocaba desde 1975. El concierto se realizó exitosamente el 2 de octubre de 1982, con el grupo tocando bajo el nombre de “Six of the Best”, e incluyó además de la formación clásica del grupo, a los músicos de estudio de la nueva formación. El evento logró reunir los fondos suficientes como para que Gabriel lograra mantener vivo el proyecto WOMAD, además de poder seguir con su carrera musical.

## Estilo musical y letras
Como ya fue mencionado, el álbum está musicalmente marcado por la notoria influencia de música no anglosajona / europea, principalmente por la utilización de ritmos africanos en las canciones, dejando de lado el rock progresivo que lo influenció desde su partida de Génesis. Además la utilización de su sintetizador Fairlight CMI es fundamental en la atmósfera creada en el álbum, que le entrega un aire lúgubre a muchas canciones, a través de la modificación de diversos sonidos recolectados por el músico, que funcionan como base para el ambiente de las pistas. Este álbum marcará el inicio del cambio musical de Peter Gabriel, que utilizara la música universal mezclada con rock y sintetizadores prácticamente en todos sus trabajos posteriores. Un claro ejemplo del estilo, es la canción que abre el álbum “The Rythm of the Heat”, la cual se construye sólo en base un bajo, sintetizadores y percusión, que van armando una canción oscura, que va aumentando progresivamente su intensidad y su tensión a medida que avanza, y que culmina utilizando una secuencia de percusiones tribales de una manera estruendosa y caótica, a cargo de la “Ekome Dance Company” de Ghana. La canción se convirtió en el número de apertura de los conciertos de Peter Gabriel durante los 80’, y volvió a aparecer en sus giras del 2007 y 2009. Otras canciones en donde se ve marcado el cambio de estilo, son “The Family and the Fishing Net” y “Lay Your Hands on Me”, que también poseen una mezcla entre rock de sintetizador y una fuerte base rítmica, incluyendo además un énfasis en la melodía coral. La ambientación también es un factor clave en las canciones anteriores. Así como “The Rythm of the Heat”, “The Family…” y “Lay your Hands…” también van de menos a más, partiendo con Gabriel prácticamente susurrando las letras, mientras la tensión de las canciones van aumentando hasta que van entrando más instrumentos y más voces a participar de estas, llegando a un clímax al final de la canción. Otras canciones como “San Jacinto” y “I Have the Touch”, no poseen una percusión tan marcada, pero si se puede apreciar el dominio de los sintetizadores en la construcción de la canción.
Las letras de las canciones presentan una variedad temática. Gabriel vuelve a escribir canciones con temas políticos como “San Jacinto”, que habla sobre como la civilización ha destruido los territorios de los indígenas norteamericanos, y “Wallflower”, que trata sobre las brutales violaciones a los derechos humanos cometidas por la dictadura en Chile. Esta última fue una canción insignia de sus presentaciones en los conciertos de Amnistía Internacional en Latinoamérica. “I Have the Touch”, una de las canciones más convencionales del álbum, plantea la necesidad de contacto entre las personas. La canción “Shock the Monkey”, que fue el primer gran éxito del Gabriel en Estados Unidos, llegando a estar número 1 del “Billboard Top Tracks”, trata sobre el tema de los celos en las relaciones de pareja a través de la metáfora del comportamiento de los monos. La canción se hizo popular gracias a su melodía más accesible, y a su extraño video, que mostraba al músico por una parte vestido como un oficinista que empieza a colapsar, y por otra parte como un alter ego con la cara pintada de blanco, todo esto mezclado con imágenes perturbadoras. El álbum cierra con la canción “Kiss of Life”, que se aleja en estilo de las otras, al ser musicalmente más convencional, acercándose al new wave, y al cerrar el álbum con un ánimo más alegre, a diferencia del resto de las canciones, pero manteniendo una base rítmica dinámica y acelerada, inspirada en ritmos latinos.

## Legado
“Security” marca un antes y un después en la carrera de Peter Gabriel. La influencia de la música africana y de diversas etnias no europeas sería una constante (en algunos trabajos más que en otros) en todos los álbumes que el músico realizaría en los años posteriores. El álbum podría ser considerado un precursor de la música que crearía para la película “La Última Tentación de Cristo”, que sería un álbum conformado solamente por música no europea, además de la creación que el músico realizaría del sello “Real World” que hasta hoy en día impulsa a artistas que crean música africana. A pesar de no ser tan reconocido ni de tener tan buenas críticas como “Peter Gabriel III” o como su posterior entrega “So” (1986), el álbum entrega innovaciones tecnológicas claves a la manera de hacer música en los años 80’. La utilización del Fairlight CMI sería adoptada por muchos músicos de la época para crear música más atmosférica, además de innovar con la utilización de los sampler. Además el álbum fue grabado totalmente de manera digital, cosa que no era común para esos tiempos.

## Canciones
Todas las canciones escritas y compuestas por Peter Gabriel:
1. "The Rhythm of the Heat" – 5:15
2. "San Jacinto" – 6:21
3. "I Have the Touch" – 4:30
4. "The Family and the Fishing Net" – 7:00
5. "Shock the Monkey" – 5:23
6. "Lay Your Hands on Me" – 6:03
7. "Wallflower" – 6:30
8. "Kiss of Life" – 4:17

## Músicos
- Peter Gabriel – Voz , Teclados , Programación de Fairlight CMI, Percusión adicional
- Tony Levin – Bajo
- David Rhodes – Guitarra
- Jerry Marotta – Batería , Percusión
- Larry Fast – Sintetizadores, Programación de Fairlight CMI